# The Unknown (film din 1927)
The Unknown (1927) este un film de groază american, regizat de Tod Browning. În rolurile principale joacă actorii Lon Chaney, Norman Kerry, Joan Crawford și Nick De Ruiz.

## Distribuție
- Lon Chaney - Alonzo the Armless
- Norman Kerry - Malabar the Mighty
- Joan Crawford - Naron Zanzi
- Nick De Ruiz - Antonio Zanzi
- John George - Cojo
- Frank Lanning - Costra
- Polly Moran - Landlady
- Bobbie Mack - Gypsy
- Louise Emmons - Gypsy Woman
- Julian Rivero - Man in Audience
- Billy Seay - The Littlw Wolf
- John St. Polis - Surgeon